# Olivier Picard
Pour les articles homonymes, voir Picard (homonymie).
Olivier Picard, né le 4 mars 1940 à Bernay et mort le 1er septembre 2023 à Thasos (Grèce), est un historien, archéologue et universitaire français,.

## Biographie
Élève de l'École normale supérieure (1960) et agrégé d'histoire (1964), il est membre de l'École française d'Athènes (1966-1971).
Il commence sa carrière universitaire comme assistant à l'université Paris X-Nanterre en 1971. Il est ensuite successivement maître de conférences. Il soutient sa thèse d'État en 1976. En 1979, il est nommé professeur à l'université Paris X (1979-1992). En 1993, il est nommé professeur à l'université Paris IV - Sorbonne, dont il dirige en 2004 l'école doctorale « Mondes antiques et médiévaux »,.
Membre de la commission des fouilles du Ministère des Affaires étrangères (1980-1991 ; 2002-2007), de la 32e section du conseil supérieur des corps universitaires (1980) et de la commission 32 du Centre national de la recherche scientifique (1985-1990). Il est également membre, puis président, de la Société française de numismatique et de l’Association pour l'encouragement des études grecques. Il dirige en outre, pendant plusieurs années, les fouilles dans les sites de Thasos et Latô.
Directeur de l'École française d'Athènes (1981-1992) et de la Maison Archéologie & Ethnologie René-Ginouvès (1996-1999), il est élu en 2009 comme membre de l'Académie des inscriptions et belles-lettres, au fauteuil de François Chamoux. Il est le président de l'Institut de France pour l'année 2023.
Il meurt le 1er septembre 2023 à Thasos en Grèce,,.

### Vie privée
Il est le fils aîné de Gilbert Charles-Picard et Colette Picard, historiens et archéologues, et le petit-fils de l'helléniste Charles Picard.

## Principales publications
- Collection Hélène Stathatos IV, Bijoux et petits objets (avec Jean-Pierre Sodini), Athènes, 1971
- Chalcis et la Confédération eubéenne, Étude de numismatique et d'histoire, Paris, Bibliothèque des Écoles françaises d'Athènes et de Rome, 1979
- Catalogue de la donation Henry Vernin. Monnaies grecques (avec Gaston Reynaud), Marseille, Imprimerie municipale, 1980
- La redécouverte de Delphes (avec Jean-François Bommelaer et Evangelos Pentazos), Athènes, École française d'Athènes, 1992
- Les Grecs devant la menace perse : histoire générale, Paris, SEDES, 1995
- Guerre et Économie dans l’alliance athénienne (490-322 av. J.-C.), Paris, SEDES, 2000
- Royaumes et cités hellénistiques de 323 à 55 av. J.-C., Paris, SEDES, 2003
- L’exception égyptienne ? Production et échanges monétaires en Égypte hellénistique et romaine [sous la dir. de], Le Caire, IFAO, 2005
- Économies et Sociétés en Grèce ancienne (478 – 88 av. J.-C.), Paris, SEDES, 2005
- Monnaies de Bronze de Marseille, Analyse, classement, politique monétaire (avec Jean-Noël Barrandon), Paris, CNRS, 2007
- Nomisma, La circulation monétaire dans le monde grec antique (avec Thomas Faucher et Marie-Christine Marcellesi), Athènes, École française d'Athènes, 2011
- Les monnaies des fouilles du Centre d'études alexandrines. Les monnayages de bronze à Alexandrie de conquête d’Alexandre à l’Égypte moderne (avec Cécile Morrisson, Thomas Faucher, Marie-Christine Marcellesi, Cécile Bresc et Gilles Gorre), Paris, De Boccard, 2012
- The hellenistic harbour of Amathus ; underwater excavations : 1984-1986, architecture and history (avec Jean-Yves Empereur, Tony Kozelj, et Manuela Wurch-Kozelj), Athènes, École française d'Athènes, 2018

## Distinctions
- Chevalier de la Légion d'honneur[3]
- Commandeur de l'ordre national du Mérite[8] (2021)
- Commandeur de l'ordre des Palmes académiques[3]